# Virus Coxsackie B
El Virus Coxsackie B es un grupo de seis serotipos del virus Coxsackie, un enterovirus patógeno, que desencadena enfermedades que varían desde el dolor gastrointestinal hasta la pericarditis y la miocarditis completamente desarrolladas (cardiomiopatía causada por el virus Coxsackie).
El genoma del virus Coxsackie B tiene unos 7400 pares de bases.

## Distribución geográfica
Los diversos miembros del grupo del Coxsackie B se descubrieron casi por completo en Estados Unidos. Originalmente aparecieron en Connecticut, Ohio, Nueva York y Kentucky, pero un sexto miembro del grupo se encontró en Filipinas. Sin embargo, los seis serotipos tienen una distribución global y son una causa relativamente común de las dolencias gastrointestinales. El nombre se debe a que fue aislado por primera vez en la ciudad de Coxsackie, Nueva York.

## Síntomas
Los síntomas de infección por virus del grupo Coxsackie B incluyen fiebre, cefalea, en algunos casos insomnio, dolor de garganta, dolencias gastrointestinales, fatiga intensa, así como dolores musculares y torácicos. También puede provocar espasmos en brazos y piernas.  Esta presentación se conoce en muchos lugares como pleurodinia o enfermedad de Bornholm. Los pacientes con dolor torácico deberían ver a un médico inmediatamente, ya que, en algunos casos, los virus de la familia del Coxsackie B evolucionan a miocarditis o pericarditis, lo que puede causar daños cardíacos permanentes o la muerte.  La infección por virus Coxsackie B también puede causar meningitis aséptica. En conjunto, son la causa más habitual de El período de incubación de los virus Coxsackie B va de 2 a 6 días y la enfermedad puede durar hasta 6 meses en casos graves, pero se puede curar incluso en 2 días.  La infección suele darse entre los meses de mayo y junio, pero no muestra síntomas hasta octubre en las regiones templadas del hemisferio norte.  Se recomienda a los pacientes un mes de descanso durante el pico de la infección.  Otra causa de este virus puede ser una herida sucia de un accidente.

## Diagnóstico
La infección por enterovirus se diagnostica principalmente por test serológicos como el ELISA (acrónimo del inglés Enzyme-Linked ImmunoSorbent Assay: ensayo por inmunoabsorción ligado a enzimas) y por cultivo celular. Debido a que se da el mismo nivel y tipo de cuidado independientemente del tipo de infección de Coxsackie B, es innecesario a efectos del tratamiento saber qué virus concreto está causando los síntomas, aunque puede ser útil desde el punto de vista epidemiológico.

## Diabetes
Estudios recientes han sugerido que los enterovirus muestran una asociación epidemiológica con la diabetes tipo 1. Entre los enterovirus, la cepa B4 del virus Coxsackie puede ser una de las causas de la diabetes mellitus tipo 1 debido a un mimetismo del epítopo. Las investigaciones más recientes implican a las cepas B1, A4, A2 y A16 en la destrucción de células beta, con algunos indicios de que las cepas B3 y B6 pueden tener efectos protectores por protección cruzada inmunológica. Estos hallazgos han impulsado los esfuerzos para desarrollar vacunas. Los prototipos de vacunas han prevenido tanto la infección como la diabetes inducida en ratones.

## Tratamiento y prevención
En 2008 no había un tratamiento comúnmente aceptado para el grupo de virus Coxsackie B. Existen cuidados paliativos, sin embargo, y se debe examinar a los pacientes que padecen dolor torácico o rigidez de cuello en busca de signos de afectación cardíaca o del sistema nervioso central, respectivamente.  Un cierto grado de prevención puede conseguirse con una higiene básica por parte de quienes trabajan como manipuladores de alimentos, aunque los virus son altamente contagiosos.  Hay que tener la precaución de lavarse las manos y lavarse el cuerpo después de nadar. En caso de miocarditis o pericarditis inducidas por Coxsackie, se pueden prescribir antiinflamatorios para reducir el daño al músculo cardíaco.

## Virus Coxsackie B persistente (infección no citolítica)
Normalmente, los enterovirus solo producen infecciones agudas que desaparecen rápidamente debido a la respuesta inmunitaria adaptativa. Sin embargo, las mutaciones que los enterovirus de serotipo B como el virus Coxsackie B y los echovirus adquieren en el portador durante la fase aguda pueden transformar estos virus en la forma no citolítica (también conocida como no citopática o enterovirus defectivo). Esta forma es una cuasiespecie mutada del enterovirus que es capaz de causar una infección persistente en las mucosas humanas, que se ha observado en la miocarditis crónica o en la cardiomiopatía dilatada. En estas infecciones persistentes, el ARN vírico aparece a niveles muy bajos y algunos investigadores creen que es solo un resto debilitado de la infección aguda, aunque otros piensan que podría tener efectos patológicos.